# ويرت س. رولاند
ويرت س. رولاند (بالإنجليزية: Wirt C. Rowland)‏ هو مهندس معماري أمريكي، ولد في 1 ديسمبر 1878 في كلينتون في الولايات المتحدة، وتوفي في 30 نوفمبر 1946 في غراند رابيدز في الولايات المتحدة.

## معرض صور

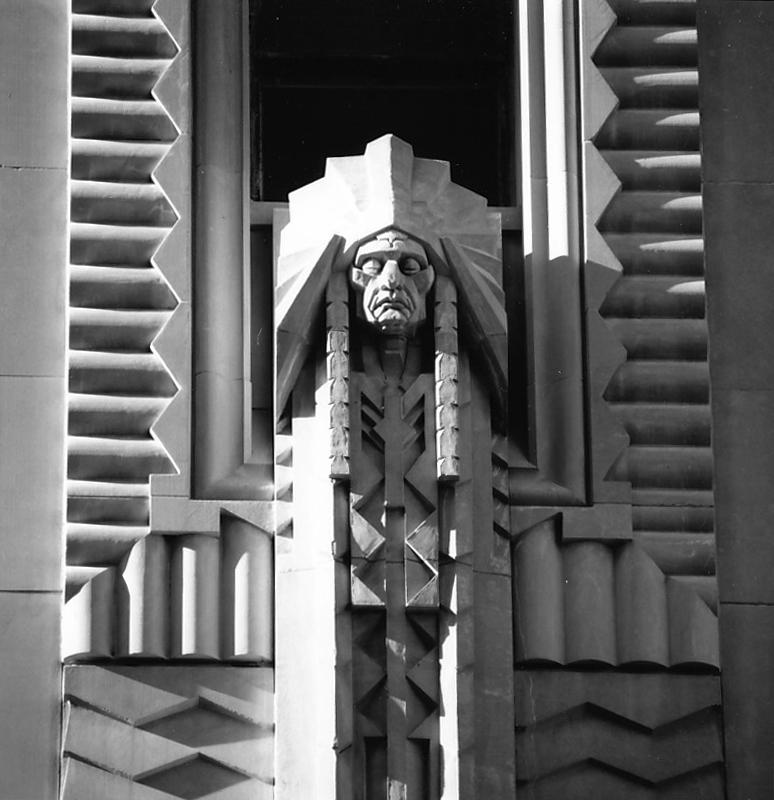
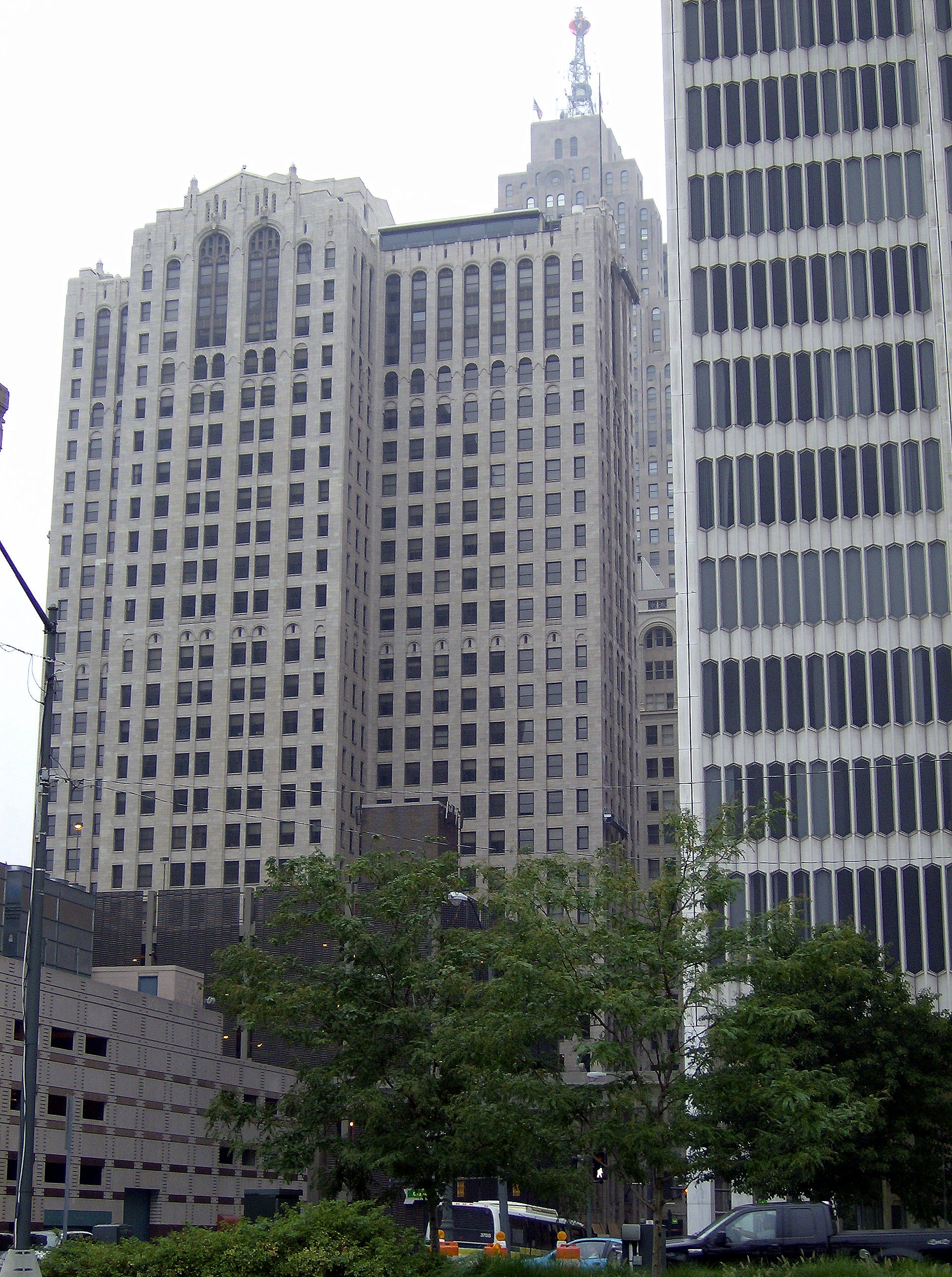
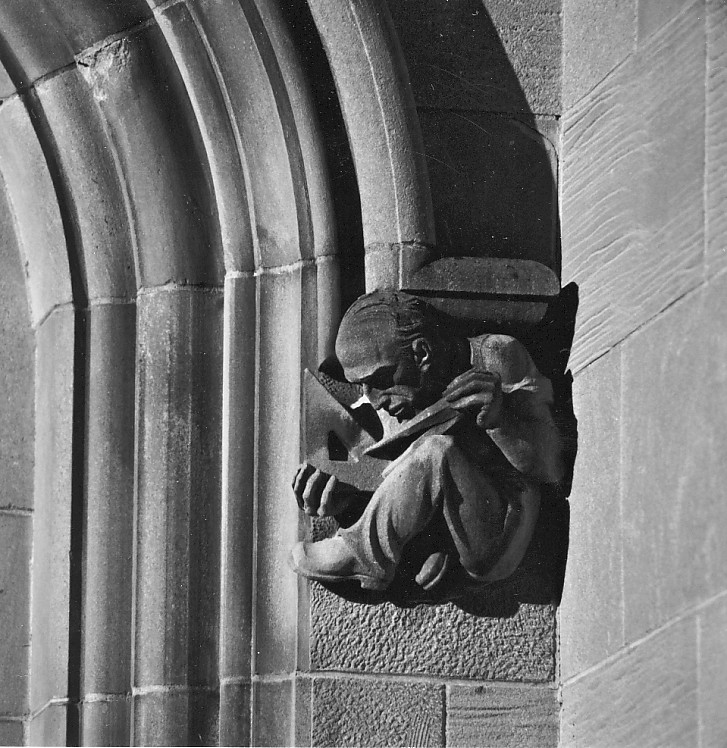
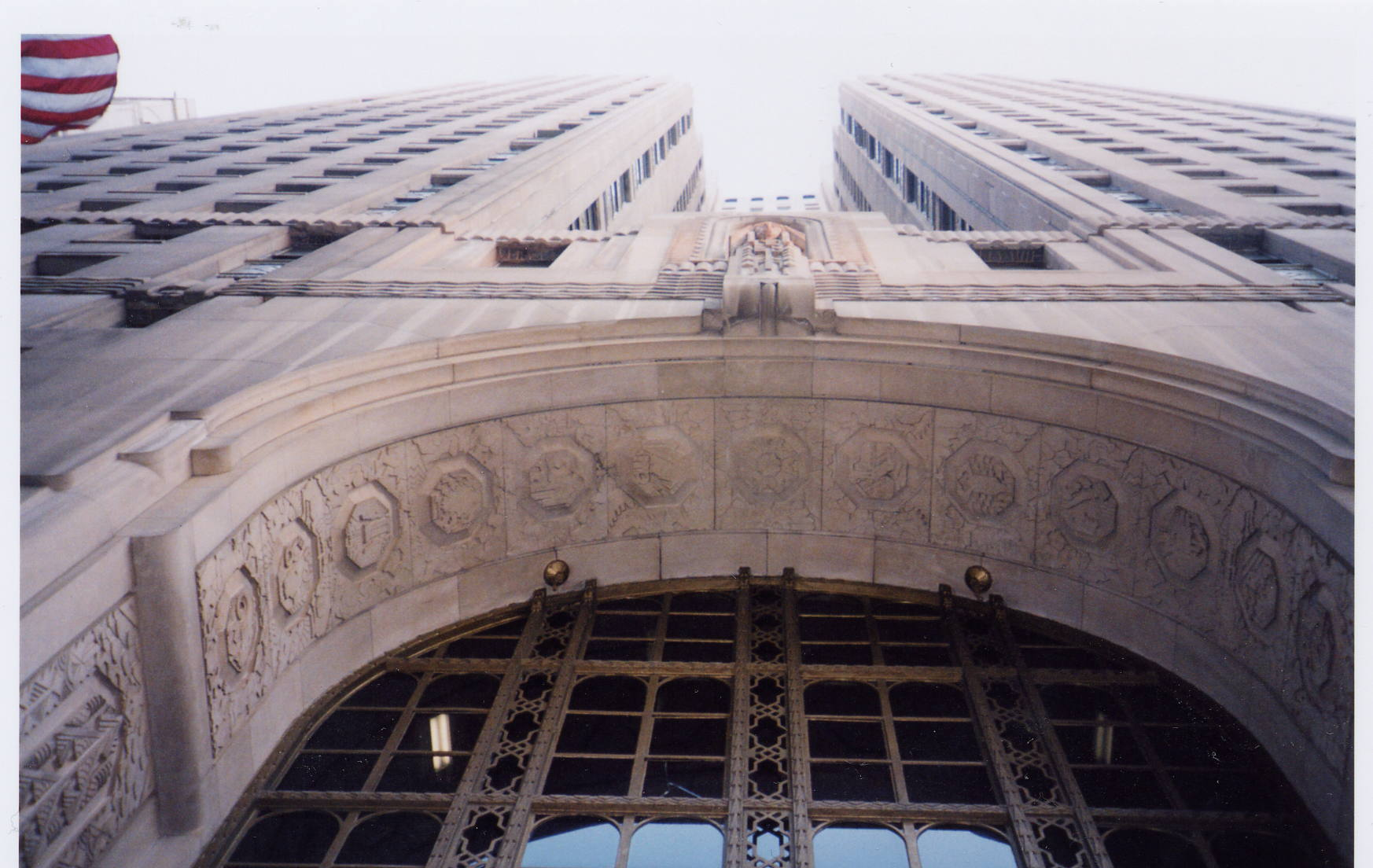
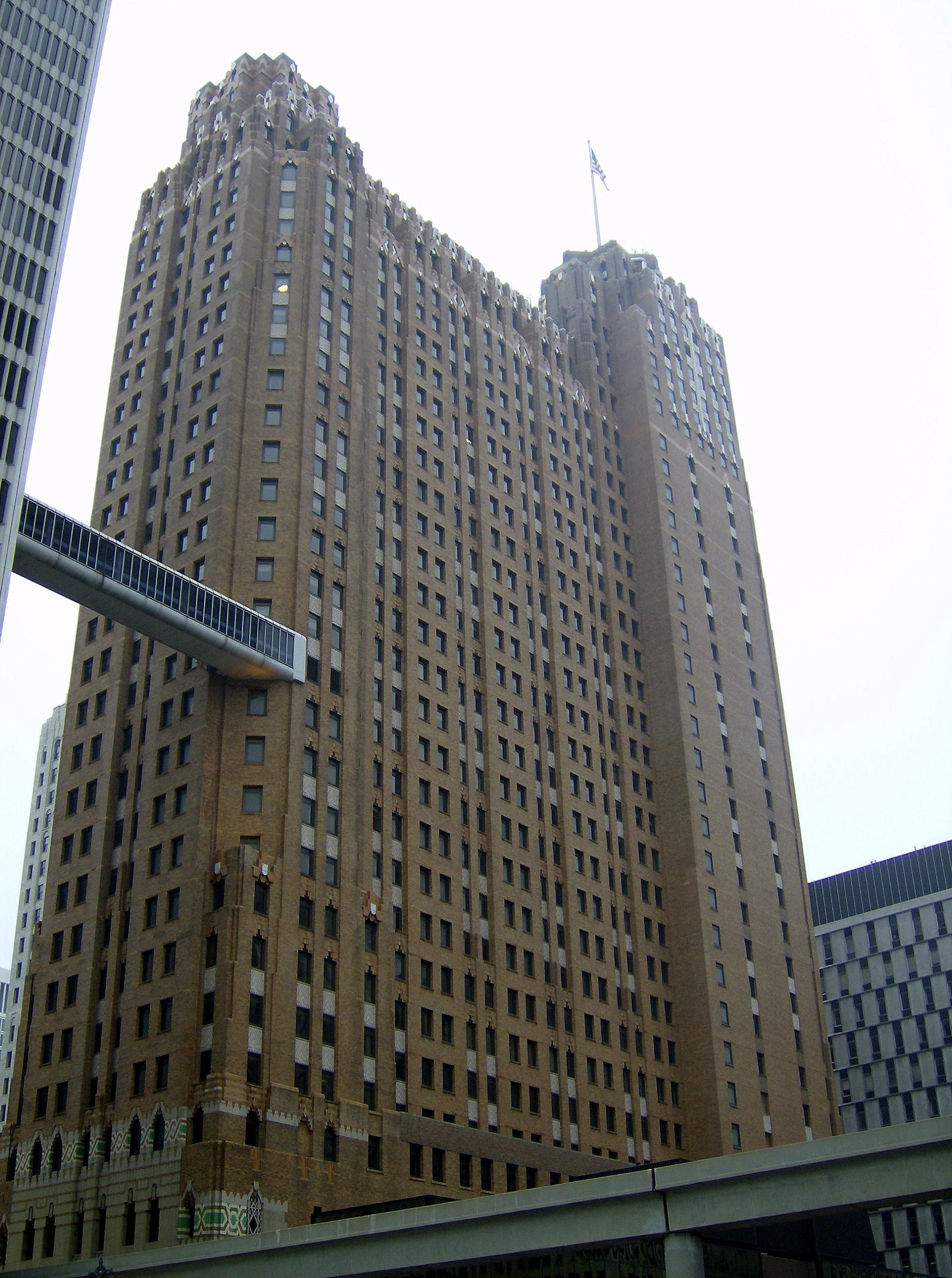